# بارگنشتدت
بارگنشتدت (به آلمانی: Bargenstedt) یک شهر در آلمان است که در دیمارشن واقع شده‌است. بارگنشتدت ۹۱۱ نفر جمعیت دارد.